# De sombere dag

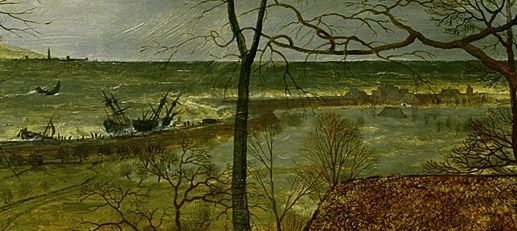
Overstroomd dorp

De sombere dag is een paneel dat Pieter Bruegel de Oudere schilderde in 1565 als het onderdeel februari-maart van zijn jaargetijdenreeks De twaalf maanden. Het werk, dat wordt gerekend tot de renaissance in de Nederlanden, behoort tot de collectie van het Kunsthistorisches Museum van Wenen. Rechtsonder is het gesigneerd 'BRVEGEL M / CCCCC LXV'.

## Voorstelling
De overgang van de winter naar de lente is afgebeeld in het laatste licht van de dag onder een laag wolkendek. De bomen hebben nog geen bladeren, niets wijst al op groei. In het dorp dat de voorgrond inneemt, zijn mensen bezig te doen wat in die tijd van het jaar wordt gedaan: wilgen knotten, het rijshout bundelen, muren en rieten daken repareren van de winterschade. Een man op een ladder fixeert wijnranken. Rechts van hem tonen drie jongens met wafels dat het vastenavond is. Koning Carnaval draagt zijn papieren kroon, alsook beschermende kussens, een koebel en een lantaarn. Bij de deur van de herberg links met de ster op het uithangbord speelt een vedelaar. Een aankomend koppel lijkt dronken op mekaar te steunen en ook de plassende man tegen de muur heeft misschien al in het glas gekeken. 
Niemand lijkt zich ervan bewust dat in de stroom, die met een brede bocht uitmondt in zee, het zware weer schepen op de kust slaat. De zwiepende golven worden beschenen door een geweldig licht dat van links door de wolken breekt. Bij een gebroken schip vecht een sloep tegen de golven. Andere boten zijn zinkend. Een binnenkomende vloedgolf is over de dijk geslagen en heeft het dorp rechts blank gezet. Op een landweg lijkt een man te vluchten met een rund, op de dijk zijn figuurtjes bedrijvig. Ook de stad links wordt bedreigd. Schepen zijn tegen de muren te pletter geslagen. Het berglandschap erboven, beheerst door een burcht, is nog besneeuwd. 

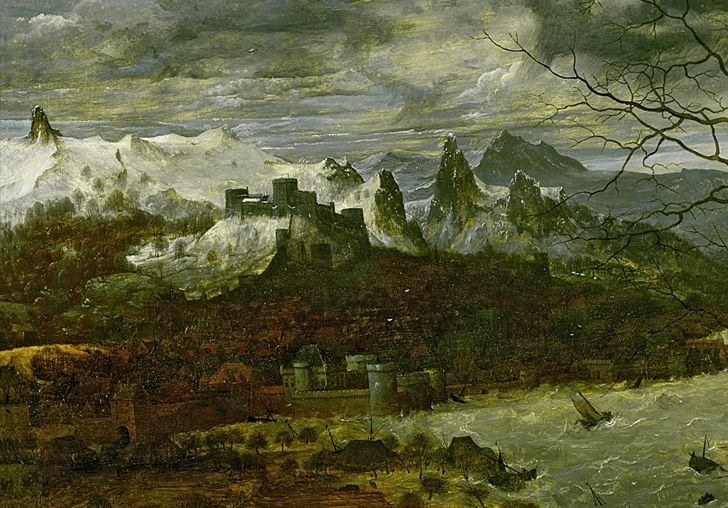
De stad, de burcht en de bergen
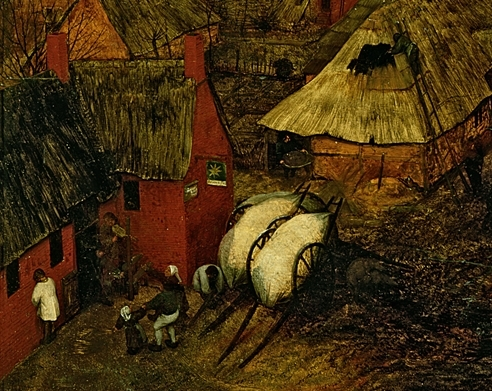
Tafereel buiten de kroeg
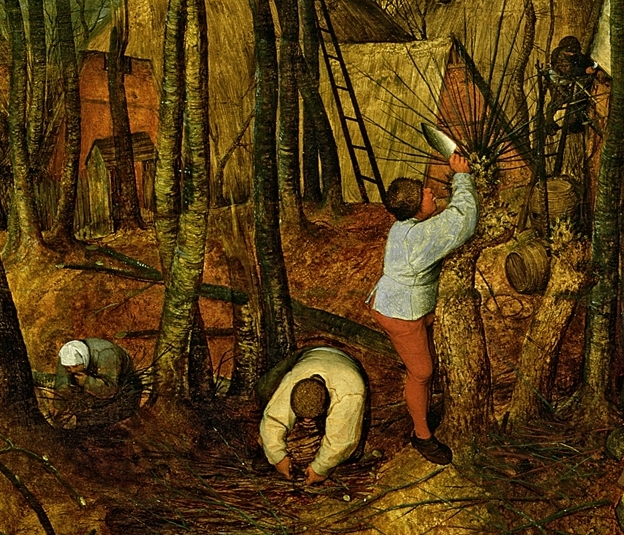
Werk aan wilgen en rijshout
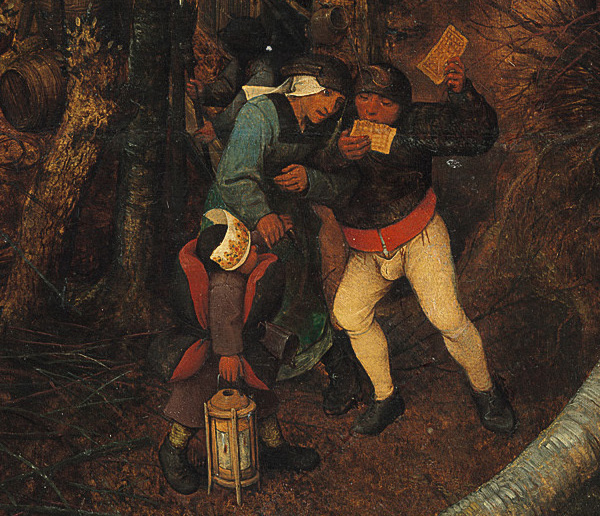
Carnavalvierders

## Stijl
De warme tinten van het dorp en het bos contrasteren met het ijzige blauw en groen van de bergen en het water. De bomen centraal in de voorgrond brengen dieptewerking en stabiliteit in het onrustige tafereel. Het geheel evoceert een zekere treurigheid. De naam van het schilderij is treffend gekozen in 1907 door Van Bastelaer en Hulin de Loo.